# Пчиня (село)
Пчи́ня (мак. Пчиња) — село у Північній Македонії, входить до складу общини Куманово Північно-Східного регіону.
Населення — 793 особи (перепис 2002) в 238 господарствах.